# Моргунов, Иван Яковлевич
Ива́н Я́ковлевич Моргуно́в (10 февраля 1929, Новокузнецк, СССР — 23 августа 1992, Москва, Россия) — советский футболист, полузащитник.
Также играл в хоккей с мячом за «Динамо» и «Торпедо» (Москва). Мастер спорта СССР по хоккею с мячом (1956).

## Биография
Начинал карьеру в новосибирской команде ДО.
В 1954 году перешёл в московское «Динамо». Дебютировал в чемпионате СССР 5 июня того же года в матче против «Торпедо», выйдя на замену на 60-й минуте вместо Геннадия Бондаренко. Всего за «Динамо» Иван сыграл 3 матча.
В 1955 перешёл в бакинский «Нефтяник». Провёл 7 игр в классе «Б», после чего вернулся в Москву, в «Торпедо». За два сезона Моргунов вышел на поле 8 раз и однажды забил.
В 1957 стал игроком «Локомотива». В составе «железнодорожников» сыграл более 100 матчей, стал обладателем Кубка СССР и получил вызов в олимпийскую сборную СССР. 13 сентября 1959 года сыграл в отборочном матче на Олимпиаду против Болгарии.
В 1962 и 1963 годах Моргунов вновь играл за «Нефтяник», затем был в составе «Серпа и Молота» и «Волги» Калинин.
Завершал карьеру в тульском «Металлурге», где позже некоторое время работал тренером.
Погиб.

## Достижения
«Динамо» Москва
- Чемпион СССР: 1954

«Локомотив» Москва
- Обладатель Кубка СССР: 1957